# Gugga Pir
Gugga Pir (hindi गोगाजी; radżastani: गुग्गो; też: Gogaji Ćauhan, Kethalpar, Zahir Pir, Bagarwwala) –
święty hinduistyczny, bóstwo hinduizmu ludowego. Największą popularność odnotowuje się w folklorze północno-zachodnich stanów Indii (Radżastan, Pendżab, Hariana, Himachal Pradesh) i w Sindzie.
Gugga Pir ma przynosić ratunek w przypadkach ukąszenia węża, zatrutej rany, problemów skórnych, bezpłodności. Pomaga też dziewczynom w znalezieniu dobrego męża. Gogadźi jest bóstwem wężowym. Wyobrażanym stąd jako wąż lub jeździec na koniu. Jego doroczne święto to Gugganawami (Goganawami).